# Marmylida impressa
Marmylida impressa är en skalbaggsart som beskrevs av Georg August Goldfuss 1805. Marmylida impressa ingår i släktet Marmylida och familjen Cetoniidae. Inga underarter finns listade i Catalogue of Life.